# Čekanići
Čekanići är en ort i Bosnien och Hercegovina.   Den ligger i entiteten Federationen Bosnien och Hercegovina, i den centrala delen av landet, 90 km norr om huvudstaden Sarajevo. Čekanići ligger 392 meter över havet och antalet invånare är 571.
Terrängen runt Čekanići är kuperad åt sydväst, men åt nordost är den platt. Čekanići ligger uppe på en höjd. Runt Čekanići är det ganska tätbefolkat, med 93 invånare per kvadratkilometer.. Närmaste större samhälle är Gračanica, 7,7 km väster om Čekanići. 
Omgivningarna runt Čekanići är en mosaik av jordbruksmark och naturlig växtlighet.